# Konavle
Konavle so majhna pokrajina in občina s 8627 prebivalci (2021) jugovzhodno od Dubrovnika na skrajnem jugu Hrvaške. Spadajo v Dubrovniško-neretvansko županijo in tvorijo občino s središčem v obmorskem mestecu Cavtat.

## Zgodovina
Konavle so bile naseljene že paleolitiku in neolitiku. V 5. in 4. stoletju pr. n. št. bila tam naseljeni ilirski Plerejci in Ardijejci. V 2. stojetju pr. n. št. so Konavle zasedli Rimljani,  ki so na mestu grške kolonije Epidauros (Cavtat) na križišču rimskih cest razvili pomembno trgovsko-pomorsko središče. Iz tega obdobja so ohranjeni ostanki rimskega vodovoda v bližini vasi Vodovađe, vila rustika v tej vasi, mitrej v Močićih, grobovi, ostanki rimske ceste nad Cavtatom in številne drobne najdbe.
V srednjem veku so bile Konavle del Travunije, ki je bila v različnih zgodovinskih obdobjih vezana na srbske, zetske in bosanske vladarje. Iz tega obdobja so nekropole z bogumilskimi stečki v Konavelskih hribih (Gabrili, Mihanići in Dunave), med katerimi je najlepši steček v Brotnicah na pokopališču cerkve sv. Tomaža. Konavle si je lastila tudi Dubrovniška republika in jih poskušala dobiti pod svojo oblast.
Na začetku 15. stoletja so Konavle pripadle Bosni. V vzhodnem delu je vladal Sandalj Hranić, v zahodnem, vključno s Cavtatom in Obodom, pa Petar in Radoslav Pavlović. 24. junija 1419 je vzhodni del Konavel od Popovićev do Soko kule in rta Oštro od Sandalja Hranića kupila Dubrovniška republika in mu v zameno dala palačo v Dubrovniku, zemljo v Župi, vredno 3.000 dubrovniških perperjev, letni davek 500 perperjev in 36.000 perperjev ali 12.000 dukatov v gotovini. Čez osem let so Dubrovčani od Radosava Pavlovića pod enakimi pogoji kupili tudi preostali zahodni del Konavel s Cavtatom in Obodom. 
Dubrovniška republika je Konavle razglasila za svojo fevdalno posest, ki jo je upravljal knez s sedežem v Pridvorju. Iz tega obdobja sta se ohranila Knežji dvor v Pridvorju in Soko kula v Dunavah. Leta 1423 je Dubrovniška republika utrdila svojo oblast v vzhodnih Konavlih in vse obdelovalne površine razdelila na 37 decenov. Vsak decen je imel deset delov, razdeljenih na četrtine. Četrtina je merila 1 zlatico (ali solad) ali 1.678 m2. Vlada je sprva nameravala zaseči vse obdelovalne površine in lastnike pretvoriti v tlačane. Na pritisk latnikov zemlje je popustila in 66 družinam dovolila, da obdelujejo lastno zemljo s površino 3 do 12 zlatic. Zahodni del Konavel je bil po nakupu leta 1427 razlaščen in razdeljen na 38 decenov obdelovalne zemlje.
Od leta 1430 do 1433 je potekala konavelska vojna, ki je v mnogo čem vplivala na stanje v Bosni, Humu in Dubrovniku in zelo spremenila stanje v jugovzhodni Evropi. Hribovite dele so Dubrovčani leta 1442 razdelili med plemstvo. Svoj del je dobil tudi hrvaški ban Matko Talovac. V 15. stoletju je to ozemlje za vedno zasedlo Osmansko cesarstvo.
Planine, pašniki, gozdovi, vode in lokve so bili javno dobro. Vsak je lahko brezplačno pasel, nabiral sadeže in sekal. Edina prepoved je bilo sekanje dreves, ki so živini dajala senco, in hrasta, ki je rodil želod za svinje. Kmetje so redili ovce, koze, osle, konje in govedo. Pridelovali so pšenico, rž, ječmen, proso, sirek,  povrtnine, sadje, grozdje in oljke. Kmet je lahko obdržal ¾ pridelka. Mlini, soline, stope za lan in konopljo, naprave za valjkanje volne in zidanje cerkva so bili izključno v domeni države.
V Konavlah je vladal knez, ki ga je volil Veliki svet za šest mesecev, kasneje za eno leto. Manjše spore je reševal knez, na začetku s pomočjo porote. Težje primere je presojalo sodišče v Dubrovniku. Knez je bil tudi poveljnik konavelske vojske. Vojaška obveznost je bila brezplačna in je trajala do 60. leta. Vojaki so bili včasih deležni dela plena. V časih vojne nevarnosti so se ljudje zatekali v Cavtat, Molunat ali Oštro na vhodu v Boko Kotorsko.  Zaradi uspešnejše obrambe je imel knez svojega kapitana s sedežem v Cavtatu. Knez je imel sedež v Pridvorju, kjer je bil zgrajen tudi samostan. Ob njem je stanoval kancler, ki je stiliziral knezove odloke, pisal vabila, vodil zapisnike zaslišanj, sestavljal obtožnice, obrtniške in kupoprodajne pogodbe, obveznice, oporoke in podobno. Spisi konavelske pisarne so zgoreli v požaru na začetku 19. stoletja, s čimer je bila izbrisana celotna konavelska pisna  zgodovina. Kanclerji so bili na začetku duhovniki, kasneje pa laiki, ki jih je imenovala vlada.
Po kmečkem uporu konec 18. stoletja so bili 29. marca 1800 sprejeti novi normativi. Rabota je lahko trajala 90 dni, vključno z dnevi, potrebnimi za potovanje iz kraja v kraj. V dnevih rabote je moral gospodar tlačanu dati 2 kutla (približno 1,6 l) zdravega vina, 30 unč (približno 0,72 kg) pšeničnega kruha, en kutel (približno 0,8 kg) povrtnin za enolončnico ter sol in olje ali njihovo protivrednost v denarju. Na praznike in nedelje je tlačanu pripadala polovica teh količin.
V Konavlih je vladalo 520 knezov. Prvi je bil Marin Gundulić, izvoljen 25. maja  1420, zadnji pa Vlaho Bernarda Kabužić leta 1807. Prve kneze je volil Senat, kasnejše pa Veliki svet. Knez je moral biti plemič, star najmanj 30 let. Leta 1660 se je starostna meja znižala na 25 let. Izjemi sta bila stonski in lastovski knez. Leta 1730 se je starostna meja ponovno dvignila na 30 let. Mandat kneza je do leta 1636 trajal šest mesecev, kasneje eno leto. Službo je lahko odpovedal po dveh ali štirih mesecih mandata,  sicer je moral plačati kazen 100 perperjev. Za službene potrebe je lahko imel dva knežaka, duhovnika in tri konje. Šestmesečna plača, ki je znašala 500 perperjev, je bila leta 1421 znižana na 250 perperjev, pri čemer je moral vzdrževati samo konje, knežakov in duhovnika pa ne. Knežak je dobival plačo 4,5 perperja na mesec, duhovnik pa šest perperjev. Od leta 1429 se je knezova palača povečala na 500 perperjev duhovnikova pa na 90 perperjev. Število knežakov se je povečalo z 2 na 6 in število konj s 3 na 4. Knezu je bil dodeljen tudi podknez s sedežem v Površi, leta 1435 pa še drugi s sedežem v Mrcinah (sedanja Dubravka). Zadolžena sta bila predvsem za organiziranje straž.
Leta 1597 so imele Konavlje 7 trgovskih ladij in leta 1605 v cavtatski kapitaniji 6 velikih in 8 majhnih jadrnic. Od leta 1704 do 1734 so imeli 31 velikih trgovskih ladij, cela Dubrovniška republika pa 85. Dvajset let kasneje je bilo iz Konavel kar 50 ladijskih kapitanov. Okoli leta 1800 so obstajale redne ladijsko proge na Obod-Cavtat-Dubrovnik in Cavtat Dubrovnik.    
Konavle so ostale del Dubrovniške republike do njene ukinitve leta 1808. Po kratki francoski okupaciji so jih oplenili črnogorski in ruski osvajalci, po Dunajskem kongresu leta 1815 pa so prešle pod avstrijsko oblast, ki je trajala do leta 1918. Leta 1901 so dobile železniško progo. V prvi polovici 19. stoletja so bile ustanovljene prve ljudske šole (Cavtat, 1824), pošte (Cavtat, 1840)  in telegrafske postaje (12. november 1865).

## Znane osebe iz Konavel
- Tereza Kesovija, pevka
- Vlaho Bukovac, slikar
- Frano Supilo, politik
- Baltazar Bogišić, pravnik in zgodovinar prava
- Ivan Gundulić, pesnik, konavelski grof
- Anton Peric, umetnik, filmar, pesnik